# أنطونيو جاي ويرينغ جونيور
أنطونيو جاي ويرينغ جونيور (بالإنجليزية: Antonio J. Waring, Jr.)‏ هو عالم إنسان أمريكي، ولد في 17 أغسطس 1915، وتوفي في 21 مارس 1964.